# Fredrik Lööf
Fredrik Max Emil Lööf (Kristinehamn, 13 de diciembre de 1969) es un deportista sueco que compitió en vela en las clases Finn y Star. 
Participó en seis Juegos Olímpicos de Verano, entre los años 1992 y 2012, obteniendo en total tres medallas, bronce en Sídney 2000 (clase Finn), bronce en Pekín 2008 (clase Star junto con Anders Ekström) y oro en Londres 2012 (clase Star con Max Salminen).
Ganó siete medallas en el Campeonato Mundial de Finn entre los años 1993 y 1999, y dos medallas en el Campeonato Europeo de Finn, plata en 1995 y bronce en 1994. También obtuvo tres medallas en el Campeonato Mundial de Star entre los años 2001 y 2004, y siete medallas en el Campeonato Europeo de Star entre los años 2001 y 2012

## Palmarés internacional
| Juegos Olímpicos   | Juegos Olímpicos       | Juegos Olímpicos  | Juegos Olímpicos |
| Año                | Lugar                  | Medalla           | Clase            |
| ------------------ | ---------------------- | ----------------- | ---------------- |
| 2000               | Sídney (Australia)     | Medalla de bronce | Finn             |
| Campeonato Mundial |                        |                   |                  |
| Año                | Lugar                  | Medalla           | Clase            |
| 1993               | Bangor (Reino Unido)   | Medalla de plata  | Finn             |
| 1994               | Pärnu (Estonia)        | Medalla de oro    | Finn             |
| 1995               | Melbourne (Australia)  | Medalla de plata  | Finn             |
| 1996               | La Rochelle (Francia)  | Medalla de bronce | Finn             |
| 1997               | Gdánsk (Polonia)       | Medalla de oro    | Finn             |
| 1998               | Atenas (Grecia)        | Medalla de plata  | Finn             |
| 1999               | Melbourne (Australia)  | Medalla de oro    | Finn             |
| Campeonato Europeo |                        |                   |                  |
| Año                | Lugar                  | Medalla           | Clase            |
| 1994               | Çeşme (Turquía)        | Medalla de bronce | Finn             |
| 1995               | Balatonfüred (Hungría) | Medalla de plata  | Finn             |

| Juegos Olímpicos   | Juegos Olímpicos         | Juegos Olímpicos  | Juegos Olímpicos |
| Año                | Lugar                    | Medalla           | Clase            |
| ------------------ | ------------------------ | ----------------- | ---------------- |
| 2008               | Pekín (China)            | Medalla de bronce | Star             |
| 2012               | Londres (Reino Unido)    | Medalla de oro    | Star             |
| Campeonato Mundial |                          |                   |                  |
| Año                | Lugar                    | Medalla           | Clase            |
| 2001               | Medemblik (Países Bajos) | Medalla de oro    | Star             |
| 2003               | Cádiz (España)           | Medalla de plata  | Star             |
| 2004               | Gaeta (Italia)           | Medalla de oro    | Star             |
| Campeonato Europeo |                          |                   |                  |
| Año                | Lugar                    | Medalla           | Clase            |
| 2001               | Skødstrup (Dinamarca)    | Medalla de oro    | Star             |
| 2002               | Génova (Italia)          | Medalla de oro    | Star             |
| 2004               | La Escala (España)       | Medalla de oro    | Star             |
| 2005               | Varberg (Suecia)         | Medalla de plata  | Star             |
| 2007               | Malcesine (Italia)       | Medalla de plata  | Star             |
| 2009               | Kiel (Alemania)          | Medalla de bronce | Star             |
| 2012               | San Remo (Italia)        | Medalla de plata  | Star             |